# 永遠の絆 (曲)
「永遠の絆」（"Can the Circle Be Unbroken (By and By)"あるいは"Will the Circle Be Unbroken"）は、アメリカ合衆国のフォーク・ソングである。エイダ・R・ハバーションとチャールズ・H・ガブリエルが1907年に作詞作曲した讃美歌「Will the Circle Be Unbroken?」が元となっている。
今日、フォーク・ソングとして知られているものの原型は、カーター・ファミリーによって1935年に演奏されたものである。讃美歌のメロディーがほぼそのまま使用されているものの、コーラス部分以外の歌詞はグループの創設メンバー、A.P.カーターによって大幅に手直しがされている。彼らのバージョンの歌詞は母親の死、葬儀、悲嘆についての内容となっている。
カーター・ファミリーのバージョンは「Can the Circle Be Unbroken (By and By)」とのタイトルで、コーラス部分もそのように歌われるが、他のアーティストによるバージョンの殆どは讃美歌と同じ「Will the Circle Be Unbroken」のタイトルとコーラスが使用されている。
多くのグループおよびミュージシャンによって取り上げられており、その中にはブラインド・ジェームズ・キャンベル、ボブ・ディラン、ザ・バンド、ザ・ステイプル・シンガーズ、クララ・ウォード・シンガーズ、ジョン・フェイ、ロイ・エイカフ、ジョーン・バエズ、チーフタンズ、ジェリー・リー・ルイス、ジーン・ヴィンセント、ラルフ・スタンレー、ブラック・クロウズ、クリスティーン・ハーシュ、ジョン・リー・フッカー、ビル・モンロー、ニッティー・グリッティー・ダート・バンド、ペンタングル、スペースメン3、カントリー・ジョー・マクドナルド、ジョン・スタッツ、スピリッツ・オブ・ザ・ウェストとワンダー・スタッフ、メイヴィス・ステイプルズ、ザ・フェリス・ブラザース、ジョニー・キャッシュ、グレッグ・オールマン、ネヴィル・ブラザーズ、ジェフ・バックリー、モービー、アグネス・チャン、ザ・ボロコス、ニュー・イングランド・ウェザーなどがいる。
この曲のリフレインはカール・パーキンスの曲「Daddy Sang Bass」や、アトランタの曲「Sweet Country Music」に取り入れられた。主としてゴスペル、ブルーグラス、フォークでカバーされたが、他のジャンルのバージョンも存在している。カーター・ファミリーのバージョンは、1998年、グラミーの殿堂に加えられた。
ほとんどのカバー・バージョンでは曲全体を4/4拍子で通しているが、1927年のカーター・ファミリーの録音では各ヴァースの終わりとコーラス中に2回、3/4拍子を使っている。
1988年、ピート・シーガーが1960年代に設立し、長年主役を務めたハドソン川のクリアウォーター・リバイバル（現在ではクリアウォーター・フェスティバルと呼ばれている）での演奏をきっかけに、キャシー・ウィンター、ベッツィ・ローズ、マーシャ・テイラー、テリー・ダッシュの4人がコーラスの2行目を "Rise Up Singing" と書き換えて、著作権を取得した：
Will the circle be unbroken, by and by Lord by and by.

There's a better way to live now, we can have it if we try.

I was born down in the valley where the sun refused to shine 
but now I'm climbing - up to the highlands - Gonna make all those mountains mine.

## 出版されたバージョン
- Rise Up Singing、98ページ